# فشنگ وزوزکن علفی (زنجره)
فشنگ وزوزکن علفی (زنجره) (نام علمی: Tryella graminea) نام یک گونه از سرده زنجره‌های فشنگی است.